# Segretario generale del PCUS
Il segretario generale del Comitato centrale del PCUS (in russo Генеральный секретарь ЦК КПСС?, General’nyj sekretar’ CK KPSS) era la massima carica amministrativa del Partito Comunista dell'Unione Sovietica. Esso veniva eletto dal plenum del Comitato Centrale unitamente agli altri membri della Segreteria.
Benché l'Unione Sovietica avesse un capo del governo nel periodo dal 1964 al 1991, anno dello scioglimento del Paese, nonché dei capi di Stato, il segretario del Partito Comunista era de facto il leader politico dell'URSS essendo il Partito diretto controllore della politica interna ed estera e degli affari federali del governo.

## Storia
La carica di segretario generale del Comitato centrale venne istituita nel 1922 dall'XI Congresso del Partito Bolscevico, senza tuttavia essere formalizzata nello Statuto del partito, e fu assegnata dal Comitato centrale a Stalin. Dopo la morte di Lenin (21 gennaio 1924) la rilevanza del Segretario generale crebbe fino a diventare di fatto la posizione più importante dell'intera Unione Sovietica. Prima del 1922, invece, tra i membri della Segreteria era scelto dapprima un presidente e poi un segretario responsabile, che rivestivano ruoli principalmente di carattere tecnico. Dal 1934 i verbali di elezione della Segreteria da parte del plenum del Comitato centrale non facevano menzione del titolo di Segretario generale, ma Stalin continuava ad utilizzarlo.
Durante la ristrutturazione del partito del 1952 la carica venne formalmente abolita, e Stalin, entrato a far parte del neonato Ufficio del Praesidium del Comitato centrale, conservò il ruolo di membro della Segreteria e il potere effettivo. Nel 1953, con Nikita Chruščëv, la carica fu reistituita con la denominazione di primo segretario del Comitato centrale. In una prima fase, tuttavia, il potere di Chruščëv sul Paese era in concorrenza con quello del presidente del Consiglio dei ministri Georgij Malenkov.
Dopo il fallito tentativo di rovesciare Chruščëv condotto da Malenkov e dal cosiddetto gruppo antipartito nel 1957, la posizione del capo della Segreteria tornò ad essere quella di leader di fatto dell'URSS, e tale rimase con il successore, Leonid Brežnev, il cui ruolo dal 1966 venne di nuovo identificato con la denominazione di Segretario generale ed inserito nello Statuto del PCUS.
Nel 1990, con Michail Gorbačëv, si passò all'elezione diretta del segretario generale e della neoistituita figura del vicesegretario da parte del Congresso e non del Comitato centrale. Nell'agosto 1991, dopo le dimissioni di Gorbačëv, il vicesegretario Ivaško divenne teoricamente capo del partito, ma di fatto non ebbe modo di esercitare alcuna funzione fino allo scioglimento del PCUS.

## Lista dei Segretari
| Segretaria tecnica del Comitato centrale del Partito operaio socialdemocratico russo (bolscevico) |                     |                                  |
|                                                                                                   | Elena Stasova       | aprile 1917 1918                 |
| Presidente della Segreteria del Comitato centrale del Partito comunista russo (bolscevico)        |                     |                                  |
|                                                                                                   | Jakov Sverdlov      | 1918 16 marzo 1919               |
|                                                                                                   | Elena Stasova       | marzo 1919 dicembre 1919         |
| Segretario responsabile del Comitato centrale del Partito comunista russo (bolscevico)            |                     |                                  |
|                                                                                                   | Nikolaj Krestinskij | dicembre 1919 marzo 1921         |
|                                                                                                   | Vjačeslav Molotov   | marzo 1921 aprile 1922           |
| Segretario generale del Comitato centrale del Partito comunista russo (bolscevico)                |                     |                                  |
|                                                                                                   | Iosif Stalin        | 3 aprile 1922 31 dicembre 1925   |
| Segretario generale del Comitato centrale del Partito comunista di tutta l'Unione (bolscevico)    |                     |                                  |
|                                                                                                   | Iosif Stalin        | 31 dicembre 1925 16 ottobre 1952 |
| Primo segretario del Comitato centrale del Partito comunista dell'Unione Sovietica                |                     |                                  |
|                                                                                                   | Nikita Chruščёv     | 7 settembre 1953 14 ottobre 1964 |
|                                                                                                   | Leonid Brežnev      | 14 ottobre 1964 8 aprile 1966    |
| Segretario generale del Comitato centrale del Partito comunista dell'Unione Sovietica             |                     |                                  |
|                                                                                                   | Leonid Brežnev      | 8 aprile 1966 10 novembre 1982   |
|                                                                                                   | Jurij Andropov      | 12 novembre 1982 9 febbraio 1984 |
|                                                                                                   | Konstantin Černenko | 13 febbraio 1984 10 marzo 1985   |
|                                                                                                   | Michail Gorbačëv    | 11 marzo 1985 24 agosto 1991     |
|                                                                                                   | Volodymyr Ivaško    | 24 agosto 1991 29 agosto 1991    |